# Petra Uhlig
Petra Uhlig (* 22. Juli 1954 in Penig als Petra Kahnt) ist eine ehemalige deutsche Handballspielerin, die zwei olympische Medaillen gewann und dreimal Weltmeisterin wurde. Sie ist die Rekordnationalspielerin des DHV der DDR.

## Leben
Petra Kahnt spielte beim SC Leipzig. Dreimal gewann sie bei der Spartakiade, Trainer Peter Kretzschmar übernahm sie in die erste Mannschaft des SC Leipzig. Mit 17 Jahren spielte sie in der Nationalmannschaft der DDR und war 1971 am Gewinn des Weltmeistertitels beteiligt. Nach dem neunten Platz bei der Weltmeisterschaft 1973 gewann sie 1975 ihren zweiten Weltmeistertitel.
Nach ihrer Heirat spielte Petra Uhlig bei der olympischen Premiere des Frauenhandballs bei den Olympischen Spielen 1976 in Montreal in allen fünf Spielen mit. Die Mannschaft gewann drei Spiele, spielte mit 7:7 ein torarmes Unentschieden gegen die Ungarinnen und unterlag der sowjetischen Mannschaft. Hinter der Sowjetunion gewannen die Spielerinnen aus der DDR die Silbermedaille, da sie gegenüber den Ungarinnen die bessere Tordifferenz hatten. Für diesen Erfolg wurde sie mit dem Vaterländischen Verdienstorden in Bronze ausgezeichnet. Nach dem Weltmeistertitel 1978 war Petra Uhlig auch beim zweiten olympischen Handballturnier 1980 in Moskau bei allen Spielen dabei. Wie vier Jahre zuvor gewann das Team drei Spiele, spielte einmal Unentschieden gegen Jugoslawien und unterlag der Sowjetunion. Da die Jugoslawinnen die bessere Tordifferenz aufwiesen, erhielt die DDR-Mannschaft diesmal die Bronzemedaille. Die Weltmeisterschaft 1982 war Petra Uhligs letztes großes Turnier, die Mannschaft der DDR belegte den vierten Platz.
Insgesamt spielte Petra Uhlig in 284 Länderspielen für die DDR, in denen die Kreisläuferin 487 Treffer erzielte. Damit war sie über viele Jahre deutsche Rekordnationalspielerin. Später wurde sie von Michaela Erler und Grit Jurack überholt.
Petra Uhlig gewann mit dem SC Leipzig sieben DDR-Meistertitel. 1974 gewann sie im Europapokal der Landesmeister. Zum Abschluss ihrer sportlichen Karriere wurde sie 1984 mit dem Vaterländischen Verdienstorden in Gold ausgezeichnet. Im selben Jahr wurde sie zur Handballerin des Jahres gewählt.
Ihre Tochter Alexandra spielte ebenfalls Handball.